# Dream Merchant Vol. 1
Albums de 9th Wonder
The Dream Merchant Vol. 2
(2007)
Dream Merchant Vol. 1 est le premier album studio de 9th Wonder, sorti le 14 janvier 2005.

## Liste des titres
| No  | Titre                                                                    | Contient un (des) sample(s) de                                  | Durée |
| --- | ------------------------------------------------------------------------ | --------------------------------------------------------------- | ----- |
| 1.  | A Letter to Sick L (featuring K-Hill et Keisha Shontelle)                | Pavane for a Dead Princess de Deodato The World Is Yours de Nas | 4:57  |
| 2.  | Just Don't Speak (featuring L.E.G.A.C.Y., Rapper Big Pooh et Joe Scudda) | The World Is a Ghetto d'Ahmad Jamal                             | 4:34  |
| 3.  | Median Alleviates the Drama (featuring Median)                           |                                                                 | 3:19  |
| 4.  | Speed (featuring Phonte et Poohbear From Va)                             |                                                                 | 4:02  |
| 5.  | The U-Express (featuring Defcon)                                         |                                                                 | 2:27  |
| 6.  | My People (featuring Love Joy, Logic of Tyfu et Yung)                    | Who Am I des O'Jays                                             | 4:23  |
| 7.  | Fallen (featuring Chaundon)                                              |                                                                 | 3:45  |
| 8.  | Mr. Dream Merchant (featuring Poohbear From Va)                          | By the Time I Get Phoenix des Four Tops                         | 2:48  |
| 9.  | Almost Genuine (featuring Defcon et Phonte)                              |                                                                 | 4:53  |
| 10. | Strained (featuring Crisis et Keisha Shontelle)                          | The Emergency Kisses de Stereolab                               | 5:43  |
| 11. | Third Person (featuring L.E.G.A.C.Y.)                                    | Whisper de The True Reflection                                  | 3:51  |
| 12. | The Addiction (featuring Defcon)                                         |                                                                 | 2:45  |
| 13. | Like Dat (featuring Cesar Comanche et Phonte)                            |                                                                 | 2:27  |
| 14. | Soul Dojo (featuring Kevikaze)                                           |                                                                 | 3:29  |
| 15. | The Righteous Way to Go Instrumental (4 the Jeeps)                       | The Makings of You de Curtis Mayfield                           | 4:28  |
| 16. | Too Late (featuring Phonte)                                              |                                                                 | 2:42  |